# لی گن
لی گن (انگلیسی: Li Gen؛ زادهٔ ۱۵ اوت ۱۹۸۸) بازیکن بسکتبال اهل چین است.
وی در مسابقات کشوری و بین‌المللی در مجموع برندهٔ ۱ مدال طلا شده‌است.